# Picap
Picap es una compañía discográfica española con sede en Castellar del Vallés y fundada en 1984.

## Historia[1]
La discográfica apoya a intérpretes y autores catalanes, respetando su expresión lingüística, pero dando un apoyo preferente al idioma catalán. Con el tiempo, también han abierto una línea de música latina de muy alta calidad.
El estreno como discográfica se produce en el año 1984 con cuatro maxisencillos que aparecen simultáneamente y abren cuatro vías musicales diferenciadas. El grupo Programa se encontraba en conexión con la emergente movida electrónica que llegaba desde Inglaterra bautizada como techno-pop, Javier Asensi se encaminaba hacia un potencial público de fanes, Oslo apuntaba nuevas tendencias en el pop y Rockson reivindicaba el rock duro.
Hèctor Vila, Maria-Josep Villarroya, Joan Soler Boronat son algunos de los primeros nombres propios de Picap, así como Josep Tero o el Gato Pérez, aunque el primer gran éxito de la nueva discográfica fue el humorista catalán Eugenio.
En los últimos años de la década de los años 80 ficha por Picap el grupo los Grec que se apunta a la onda próxima al funky que también trabajaban otros grupos nuevos que en esos momentos empezaban a abrirse camino como Duble Buble y N’Gai N’Gai. 
El grupo Sau, después del éxito conseguido con Quina nit ficha por una multinacional, en cambio el grupo Sangtraït se mantiene en Picap y prepara su cuarto álbum Contes i llegendes en un momento en que el rock catalán ha llegado a su máximo apogeo. Rock y “Cançó” son los principales estilos de Picap con artistas punteros en ambos géneros.
En 1991, Lluís Llach ficha por la compañía a la que da prestigio y confianza, posteriormente establece lazos con la Companyia Elèctrica Dharma, Tomeu Penya, Raimon, Maria del Mar Bonet y Marina Rossell. En 1993, la discográfica recibe el Premios Nacionales de Música de Cataluña, por el conjunto de grabaciones editadas. En los últimos años de los años 90 el grupo valenciano Al Tall edita en Picap. 
En esta etapa se reeditan CD de vinilos importantes de la historia musical en Cataluña incluidos en el catálogo de la desaparecida discográfica Edigsa, de la que Picap adquiere el fondo de catálogo en 2007, así como de la discográfica PDI. Recuperando en CD discos de artistas como Iceberg, Pegasus, Xesco Boix, Grup de Folk, Ara Va de Bo, Sisa, o Música Dispersa que venían de sellos como “Als 4 Vents” o de los propios artistas como Max Sunyer o Santi Arisa.
En 2008 Picap recupera la Antologia histórica de la música catalana que se empezó a editar en 1966 por Edigsa, bajo la presidencia de Pau Casals y dirección de Oriol Martorell. La completó en los años 80 Salvador Pueyo, y se reedita en 2008 en una caja de 33 discos compactos, este lanzamiento contiene desde polifonías medievales hasta música del siglo XX, música de autores como Lluís de Milà, Eduard Toldrà y Frederic Mompou, y antologías de órganos de Vendrell y Montserrat, así como canciones de la Renaixença y música de la Patum de Berga.

## Grupos y artistas[2][3][4][5]

### De los catálogos deEDIGSA,PDIyAls 4 vents
| - Josep Vicenç Foix - Grau Carol - Remei Margarit - Josep Maria Espinàs - Delfí Abella - Salvador Escamilla - Josep Carner - Salvador Espriu - Els 4 gats - Orfeó Lleidatà - Dodó Escolà - Francesc Heredero - Clementina Arderiu - Marià Manent - Antoni Ros Marbà - Coral Sant Jordi - Carles Riba - Queta & Teo - Francesc Pi de la Serra - Els 4 Z - Cobla Barcelona - Catalonia Jazz Quartet - Duo Ausona - Maria Cinta - Germanes Ros - Picapedrers - Els Xerracs - Els Corbs - Gil Vidal - Mauné i els seus dinàmics - Quartet vocal Clara Schumann - L’esquitx - Jovelyne Jocya - Jacinta - Jeannette Ramsay - Joe Martin - Orfeó Enric Morera - Brenner’s folk - Dos + un - Núria Espert - Miquelina Lladó - Salomé - Cor Madrigal - Marian Albero - Núria Feliu - Pere Quart - Joan Manuel Serrat - Albert Vidal - Isidor - Eddie Lee Mattison - Pere i Joan Francesc - Maria Pilar - Jordi Fàbregas - Miró Casabella - El grup de 3 - Elisa Serna - Maria e Xavier - Xoan Rubia - Els Consellers - Jaume Arnella - Teresa Rebull - Agustí Bartra - Falsterbo 3 - Gualberto - Quilapayún - Guillermina Motta - Máquina - Tapi - Ara va de bo - Enric Barbat - Orquesta Sinfónica de Barcelona - Grup de folk - Jei Noguerol - Tapiman - OM - Jarka - Vicent Torrent - Jordi Soler - Hamster - Miquel Cors - Guima & Shabbath - Enric Barbat - Peter Roar - Esquirols - Daniel Viglietti - Dolors Laffitte - Maria Laffitte - Toti Soler - Joan Baptista Humet - Els Sapastres - Orquestra Mirasol - Jordi Sabatés - Iceberg - Barcelona Traction - Ovidi Montllor - Al Tall - Quintín Cabrera - Ramon Muntaner - Blay Tritono - Música Urbana - Secta Sònica - Companyia Elèctrica Dharma - Francisco Curto - Oriol Tramvia - Mirasol Colores - Rafael Subirachs - Badabadoc - Xesco Boix - Colla Jacomet - Josep Tarradellas - Josiana - Cobla Selvatana - Jordi Farràs - Aguaviva - Jazzom - La Alegre Banda - Melodrama - Doberman - Los Auténticos - Liquid Car | - Cathy - Víctor Manuel Muñoz - Canela - Orquestra Català - Lluís el Sifoner - Alejandro Jean - Lluciana Sari - Sausalito - Orquestra Pasapoga - Huapacha Combo - Pernil Latino - Curroplastic - Pegasus - Teverano - Suck Electrònic - Carraixet - Programa - Julio Alberto y Carmen - Tet i Àlex - Tango? - Santi Vendrell - Cobla Mediterrània - Burning - Cobla Miramar - Deneb - Gato Pérez - Astrolabio - Orquestrina Galana - Grup Gavina - Orquestra Plateria - Xavier Cugat - El sac de danses - Albert Pla - Peret - Ia Clua - Jordi Batiste - Los Sírex - Lluís Llach - Tete Montoliu - Pere Tapias - Esqueixada Sniff - Rockson - Oslo - Hèctor Vila - Programa - Maria del Mar Bonet - Grec - La Madam - La Murga - Han - Grup Terra Endins - Maria-Josep Villarroya - Quilapayún - Manel Camp - Tradivàrius - Ambtainer - Fuck off - Disseny - Max Sunyer - Sangtraït - Paco Muñoz - Eugenio - Sau - Pixamandurries - Tancat per defunció - Josep Tero - Manzano - Parking - Jaque al rey - Ja t’ho diré - Companyia Elèctrica Dharma - Santi Arisa - i6 - Nakki - Terratrèmol - Tots sants - Zoo il·lògics - Orquestra Maravella - Salzburg - Fora des sembrat - La Fosca - Bitayna - Marc Durandeau - Quercus Suber - Miquel del Roig - Modest Moreno - Gema 4 - José Ángel Navarro - Nats - Rovell d’ou - Arizona Baby - Sui Generis - Santi Arisa - Port Bo - Empordà Fusió - Tomeu Penya - Alius - Tela Marinera - Lliris - Tralla - Carles Cases - Cimarrón - Marina Rossell - Quars - Pep Sala & La banda del bar - Roger Mas - La Rural Company - Sílvia Comes - Lídia Pujol - Dyango - Adirà Puntí - Ramoncín - Loquillo - Pastora - Mariona Comellas - Mar Endins - Bluestereo - Los Amaya - Cobla De Cambra de Catalunya | - Pa d’angel - Xató - The Companys - Túrnez & Sesé - Keympa - Ginesa Ortega - Rockness - Inèdits - Entregirats - Muhel - Victor Gioconda - Naltrus - Narcís Perich - Outsider - Inti Illimani - Rafa Xambó - Aljub - Albert Fibla - Els Pescadors de l’Escala - Cristian Guerrero - Grallers la tarota - Peix fregit - Alikata rock - Objectes perduts - Xavi Vidal & Berni Mora - Baetúria - Tarasca folk - Ismael Colomer - Gàtaca - Gerard Sesé - Ignot - Arjau - Rodamons - Èric Vinaixa - Dúo Cohiba - S’albaida - Nua - Lexu’s - Nan Roig - Dragonslayer - Emili Baleriola - Blues de picolat - Xavier Dotras Trio - Lluís Cartes - Raimon - Coral Sant Jordi - Cobla de Cambra de Catalunya - Xaviss - Orquestrina Galana - Lupe Villar & XII. AMC - Àtic - Orquestra Alternativa - Rafa Corega - Jordi Sabatés - La Pataqueta - Joan Barranca & Blai Masó - Hipnosis - Celdoni Fonoll - Antología Histórica de la Música Catalana - Toni Xuclà - Ramon Sauló - Krama - The Cigrones - Toni Giménez - Eybec - Romà Alonso - Leds - La Murga - José Luis Lopátegui - Saó - Leyenda - Vuit - El Biles - Jorge Castro - Wantun - Àlex Torío - Los Guardians del Pont - Septeto Santiaguero - Nothingman - Hewel - Legion - Pitt Marvel - Milford Mocs & Gunther Cucs - Eduard Fontbona - Jesús Corbacho - Ile - Abril - Roge Green & Txipiaité Band - XaiPhone - Roger Margarit - Blaumut - Filippo Landini - 4 Hiverns - Pepe Cantó - Radio Carbó - Pau Sastre - Revolución - Enric Hernàez - Joan Isaac - Darània - Sabor de Gracia - Oriol Padrós - Zaidecuba - Jabier Muguruza - Setembre - Noctämbuls - Xavi Túrnez - Musicants - Kórnik Trio - Lydia Torrejón - Indira - Neoforic - Pol Fuentes - Meïa - Falsterbo - Pele Macleod - Frans Cuspinera - Barbablanca - Sherpah - Biflats - Criatures |

## Citas
1. ↑  Pujol, Carles (2004). Picap 20 anys, del vinil al DVD. Picap SL.
2. ↑  «Dipòsit Legal de la Biblioteca Nacional de Catalunya».
3. ↑  «Dipòsit Legal de la Biblioteca Nacional de Catalunya».
4. ↑  ««Dipòsit Legal de la Biblioteca Nacional de Catalunya».
5. ↑  ««Dipòsit Legal de la Biblioteca Nacional de Catalunya».